# Municipio de Lafferty
El municipio de Lafferty (en inglés: Lafferty Township) es un municipio ubicado en el condado de Izard en el estado estadounidense de Arkansas. En el año 2010 tenía una población de 82 habitantes y una densidad poblacional de 1,32 personas por km².

## Geografía
El municipio de Lafferty se encuentra ubicado en las coordenadas 35°55′39″N 91°50′48″O / 35.92750, -91.84667. Según la Oficina del Censo de los Estados Unidos, el municipio tiene una superficie total de 61.94 km², de la cual 61,47 km² corresponden a tierra firme y (0,77 %) 0,47 km² es agua.

## Demografía
Según el censo de 2010, había 82 personas residiendo en el municipio de Lafferty. La densidad de población era de 1,32 hab./km². De los 82 habitantes, el municipio de Lafferty estaba compuesto por el 98,78 % blancos, el 1,22 % eran amerindios. Del total de la población el 1,22 % eran hispanos o latinos de cualquier raza.